# اذنا
اذنا (به لاتین: Idhna) یک شهر در کرانهٔ غربی رود اردن است که در استان الخلیل واقع شده‌است.

## خصوصیات
اذنا ۱۹٬۰۱۲ نفر جمعیت دارد.